# Boissy-le-Repos
 Boissy-le-Repos  es una población y comuna francesa, en la región de Champaña-Ardenas, departamento de Marne, en el distrito de Épernay y cantón de Montmirail.

## Demografía
| 153 | 121 | 123 | 129 | 154 | 180 | 211 |
| Para los censos de 1962 a 1999 la población legal corresponde a la población sin duplicidades (Fuente: INSEE [Consultar]) |     |     |     |     |     |     |